# Дневник мага
«Дневник мага» (порт. O Diário de um Mago) — автобиографический роман бразильского писателя Пауло Коэльо. Роман также публиковался под заголовком «Паломничество».

## Сюжет
«Дневник Мага» — это автобиографический роман описание паломнического путешествия Пауло Коэльо в Сантьяго-де-Компостела. Именно путешествие по данному пути, которым паломники из Франции в Испанию первоначально пользовались в средние века, послужило вдохновением для создания книги.
В романе герой отправляется на поиск истины и древней мудрости, которая включает в себя духовное наставничество и эзотерические упражнения для сохранения внутреннего спокойствия.
В 1986 году, когда Пауло Коэльо совершал своё паломничество, по Пути Сантьяго прошло всего 400 человек. На следующий год после публикации «Дневника мага» по этому Пути прошло более полумиллиона пилигримов.